# Limonium algarvense
A Ladina (Limonium algarvense Erben) é uma espécie de planta pertencente à família Plumbaginaceae.É considerada como um endemismo do sudoeste ibérico desde o Algarve, em Portugal às províncias de Huelva e Cadiz, em Espanha.

## Etimologia
O gênero Limonium deriva da palavra grega leimon – pradaria, que conta com cerca de 120-150 espécies, possui uma distribuição na Europa, Ásia, África, Austrália e América do Norte. De longe, a maior diversidade do gênero limonium(mais de 100 espécies) está na área que se estende das Ilhas Canárias, península ibérica até a leste com a região mediterrânea de Ásia Central, por comparação, a América do Norte tem apenas 3 espécies nativas.

## Morfologia
Suas folhas são de 1,5 a 12 cm x  7–25 mm em forma de roseta basal e as hastes florais podem atingir até 60 cm com flores de 5–6 mm de diâmetro. Pode ser confundida com o Limonium auriculae-ursifolium.

## Vida e reprodução
Época de floração: maio a agosto.

## Habitat
Sapais.

## Distribuição
Desde Portugal, no Algarve e, em Espanha, às províncias de Huelva e Cádis.